# Oreophryne brevicrus
Oreophryne brevicrus és una espècie de granota que viu a Indonèsia.